# Harberton
Harberton är en by och en civil parish i South Hams i Devon i England. Orten har 1 303 invånare (2011).